# 1. FC Gera 03
Az 1. FC Gera 03 egy német labdarúgó klub, melynek székhelye Türingiában, Gera városában található. A klubot 2003-ban alapították a TSV 1880 Gera-Zwötzen és az SV 1861 Liebschwitz egyesülése által. A klub főleg olyan játékosokat foglalkoztat, akik magasabb osztályban játszottak, sokan a legsikeresebb türingiai klubokból, az FC Rot-Weiss Erfurtból és az FC Carl Zeiss Jenából érkeznek. A Gera jelenleg a Verbandsliga Thüringen-ben (V) játszik.
A Gera a legjelentősebb sikere az volt, amikor 2007-ben bekerültek a 2007-es TFV-Pokal döntőjébe (Türingiai Kupa), ahol kikaptak az FC Carl Zeiss Jena-tól. A vereség ellenére kvalifikálták magukat a Német Kupa 2006-07-es kiírásába, mivel a Jena már korábban biztosította a helyét a rendezvényen azáltal, hogy feljutottak a Bundesliga 2-be. A Gera az 1. FC Kaiserslauternt látta vendégül a nyitó fordulóban, és kikaptak 2-0-ra.
Az 1. FC Gera a Stadion der Freundschaftban játszik, amely 16 800 néző befogadására alkalmas. A stadiont megosztva használják az 1. SV Geraval.
A Gera 03 legismertebb labdarúgója Marco Weißhaupt volt, aki játszott a Bundesligában a Hamburger SV-ben, az SC Freiburg-ban és a Hansa Rostock-ban.
A klubnak van női csapata is, amely a Regionalligában játszik.